# Wład VII Vintila
Wład VII Vintila, (rum. Vlad al VII-lea Vintilă), znany również pod imieniem Wład Vintila ze Slatiny (rum. Vlad Vintilă de la Slatina) – hospodar wołoski od września 1532 do czerwca 1535 z dynastii Basarabów.

## Pochodzenie
Wład Vintila podpisywał swoje dokumenty jako "hospodar Vlad syn wielkiego hospodara Radu", stąd uznawany jest powszechnie za syna Radu Wielkiego. W najnowszej historiografii rumuńskiej pogląd ten jest jednak obecnie kwestionowany przez część historyków, którzy uważają, że był on wnukiem Włada V Młodego (Vladuţa) i synem Włada (Dragomira) Călugărula – jednego z pretendentów do tronu po śmierci Neagoe Basaraba w 1521 roku. Za tą teorią ma przemawiać lokalizacja majątku rodowego Włada Vintili. W tym wypadku przydomek ze Slatiny stanowiłby zeslawizowaną formę nazwy wsi Sărata (co w języku polskim należy tłumaczyć jako solina, solanka) w okręgu Buzău, w którym Wład Vintila miał większość posiadłości i w którym w 1532 roku ufundował monaster. Tam też działał jego domniemany ojciec Wład (Dragomir) w czasie swojej walki o tron z synem Neagoe Basaraba – Teodozjuszem. Dotychczas przyjmowano, że nazwa "Slatina" odnosi się do miejscowości o tej samej nazwie w okręgu Aluta.

## Panowanie
Wład Vintila został wyniesiony na tron przez bojarów po śmierci swojego poprzednika Włada VI Topielca. Rządy nowego hospodara nie zaznaczyły się niczym szczególnym. Wiadomo jedynie, że był wspierany przez ród Craiovești, natomiast część bojarów dążyła do jego usunięcia. Jedna z tego typu inicjatyw miała miejsce latem 1534 roku, kiedy grupa niezadowolonych złożyła skargę na hospodara podczas przemarszu przez Wołoszczyznę wojska faworyta sułtana Sulejmana Wspaniałego Aloisia Gritti, który sam miał plany osadzenia na tronie wołoskim i mołdawskim swoich synów. Otrzymawszy o tym wiadomość Wład Vintila natychmiast udał się do obozu Grittiego w okolicach Pitești i ostatecznie, w zamian za wydanie buntowników, pozwolił mu udać się dalej do Siedmiogrodu. Z 75 bojarów, którzy w ten sposób wpadli w jego ręce, część hospodar kazał zgładzić, części poobcinał wargi i nosy, a pozostałych pięciu nakazał uwięzić w zamku Poenari. Podobna sytuacja wydarzyła się rok później, w czerwcu 1535, kiedy przebywając na polowaniu w okolicach Krajowej Wład Vintila zamierzał pozbyć się kilku bojarów, których uważał za swoich wrogów. Tym razem przeciwnicy go ubiegli – hospodar został zamordowany włóczniami przez sługi jednego ze swoich krewnych.